# Tvøroyrar Bóltfelag
El Tvøroyrar Bóltfelag (TB Tvøroyri) és un club feroès de futbol de la ciutat de Tvøroyri.

## Història

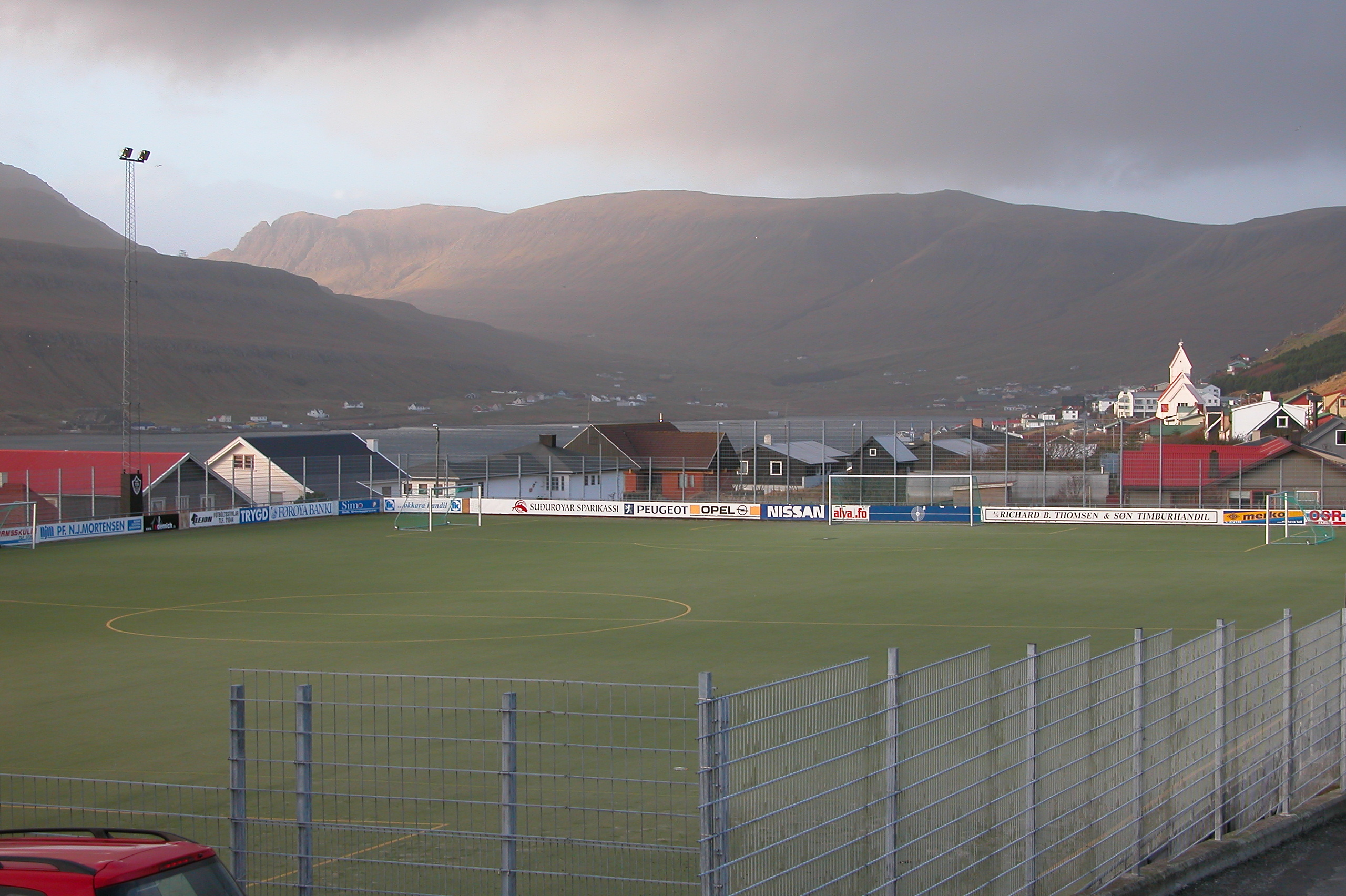
Estadi Sevmýri, antic estadi del club.

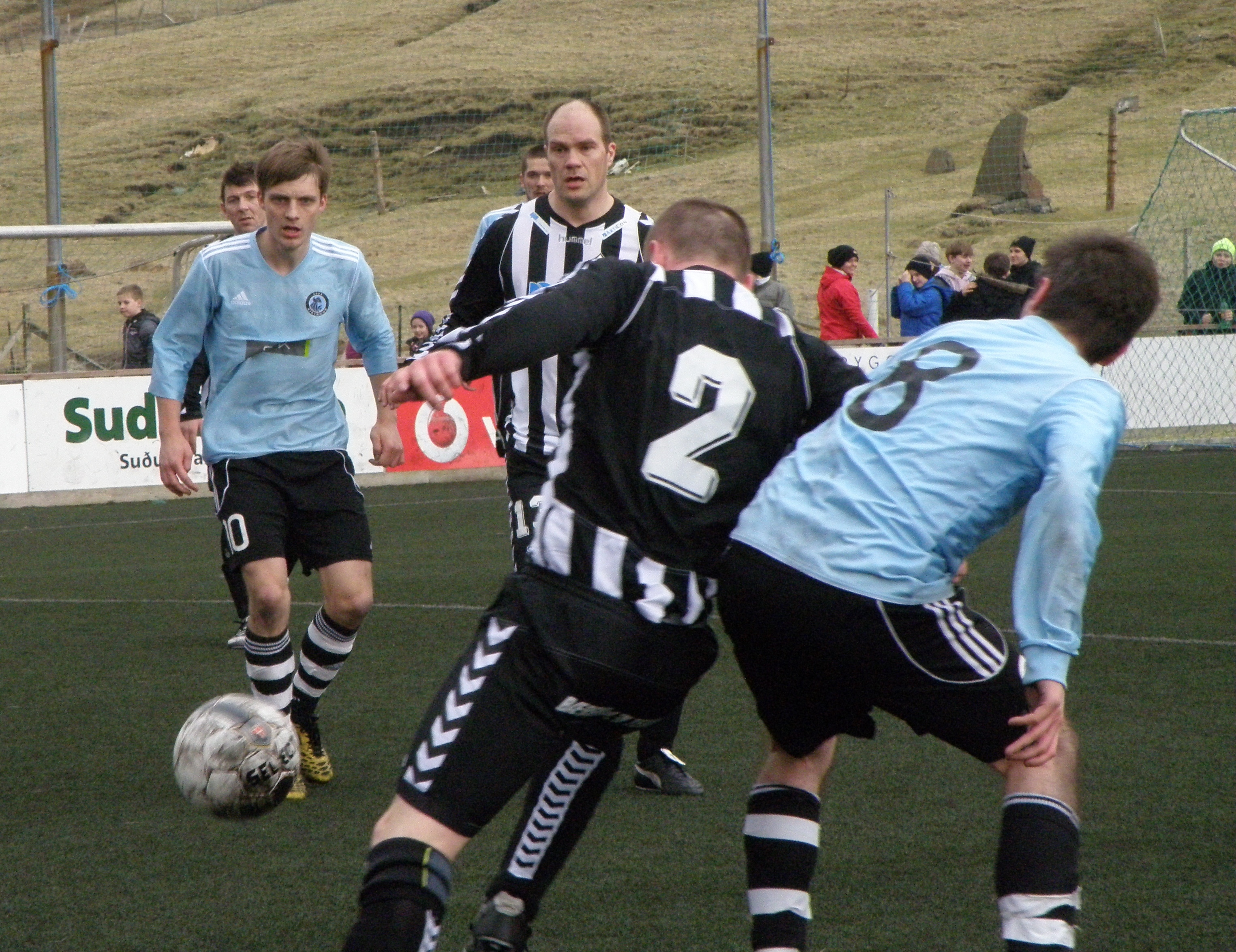
TB vs. Víkingur Gøta el 2012.

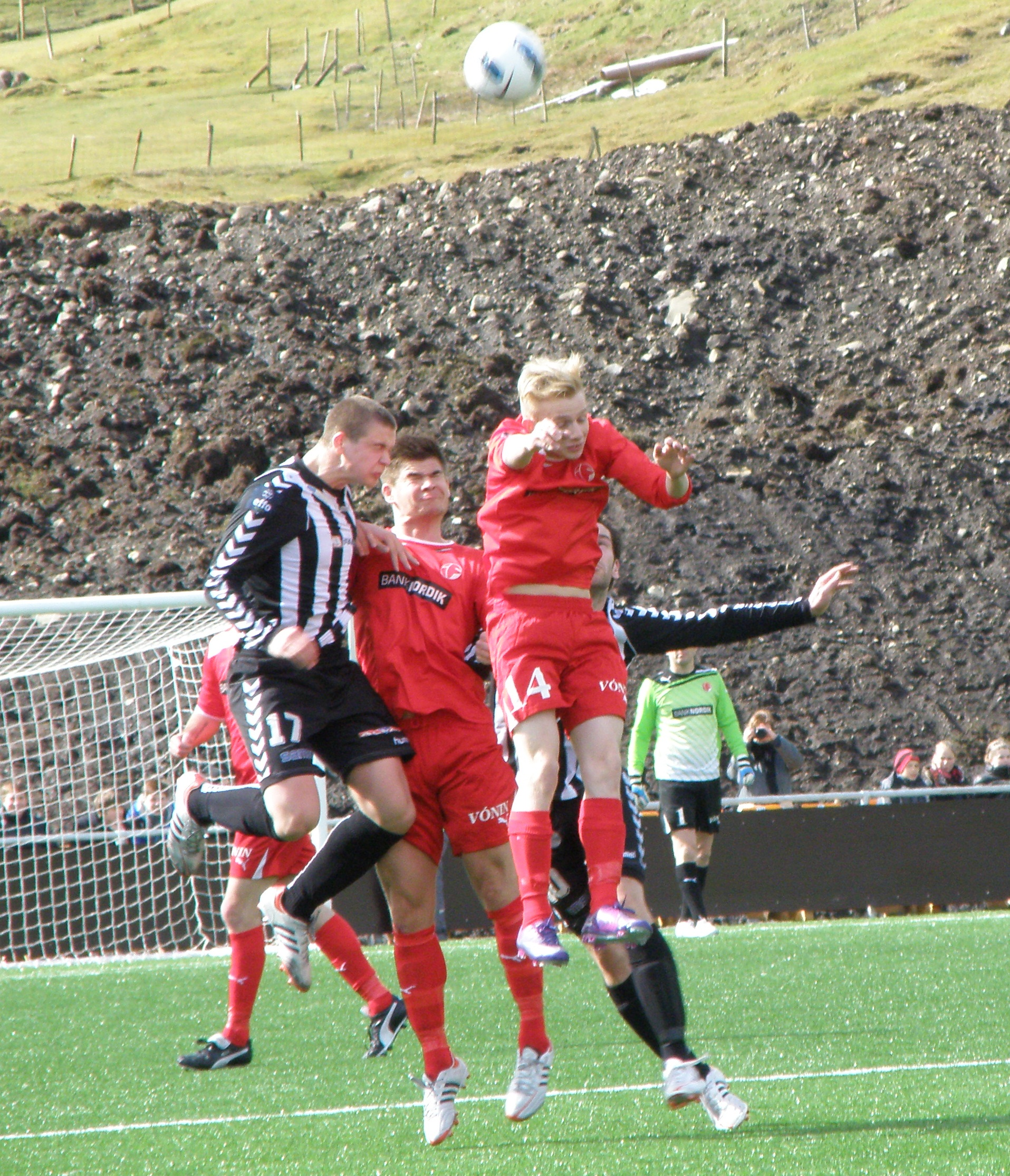
TB Tvøroyri vs. ÍF Fuglafjørður el 2012.

Fundat el 13 de maig de 1892, és un dels clubs més antics del Regne de Dinamarca. En el seu palmarès destaquen set lligues nacionals i cinc copes.
A finals de 2016 es decidí que els tres clubs de l'illa Suðuroy, TB Tvøroyri, FC Suðuroy i Royn Hvalba es fusionarien per la temporada 2017. El nou club s'anomenaria TB/FC Suðuroy/Royn. Tanmateix els mals resultats d'aquest nou equip va fer que el 2018 es dissolés.

## Palmarès
- Lliga feroesa de futbol: 
  - 1943, 1949, 1951, 1976, 1977, 1980, 1987

- Copa feroesa de futbol: 
  - 1956, 1958, 1960, 1961, 1977

- Segona Divisió: 
  - 2001, 2004, 2014

## Futbolistes destacats
Antics futbolistes que han estat internacionals amb la selecció:
- Gilli Sørensen
- Óli Johannesen